# Peucedanum formosanum
Peucedanum formosanum är en flockblommig växtart som beskrevs av Bunzo Hayata. Peucedanum formosanum ingår i släktet siljor, och familjen flockblommiga växter. Inga underarter finns listade i Catalogue of Life.